# Латвійська дипломатична служба в еміграції
Латвійська дипломатична служба в еміграції була єдиним урядовим органом Латвійської Республіки, який продовжував свою діяльність під час нацистської та радянської окупації Латвії протягом 1940–1991 років. Латвійські дипломати, які стояли в посольствах та консульствах на момент окупації в 1940 році, відмовились визнати окупацію та повернутися до радянської Латвії. Вони продовжували офіційно представляти інтереси Латвії в країнах, які не визнавали анексії СРСР. Після відновлення незалежності Латвії в 1991 році дипломати почали звітувати перед відновленим латвійським Міністерством закордонних справ.

## Передумови
Латвія була окупована 17 червня 1940 року військами Червоної Армії і офіційно приєднана до Радянського Союзу 5 серпня 1940 року у формі Латвійської Радянської Соціалістичної Республіки.
За місяць до окупації, 17 травня 1940 р. Кабінет Міністрів надав надзвичайні повноваження послу Карлісу Заріньшу, послу Латвії у Великій Британії. Пан Заріньш був уповноважений захищати інтереси Латвії, контролювати роботу представництв Латвії за кордоном та керувати їх фінансами та майном. Це створило правову основу для функціонування дипломатичної служби за відсутності законного уряду в Латвії. 
США ніколи не визнавали примусової та незаконної анексії країн Балтії відповідно до принципів доктрини Стімсона (Декларація заступника держсекретаря США Самнера Уелса від 23 липня 1940 р.), І понад 50 країн дотримувалися цієї позиції.
Робота дипломатичної служби фінансувалася за рахунок латвійських золотих запасів в іноземних банках. 

## Діяльність
Під час окупації латвійські дипломатичні місії продовжували свою роботу в Аргентині, Бразилії, Австралії, Канаді, Данії, Франції, Західній Німеччині, Італії, Нідерландах, Норвегії, Іспанії, Швеції, Швейцарії, Великій Британії та США. 
Латвійська дипломатична служба регулярно публікувала офіційні заяви щодо незаконності радянської окупації та анексії Латвії, а також щодо права Латвії на відновлення національної незалежності. Це також захищало інтереси латвійських громадян за кордоном та латвійське майно за кордоном. У 1947 р. Естонський, латвійський та литовський дипломати за кордоном надіслали спільне повідомлення про окупацію країн Балтії до ООН. Балтське звернення до ООН (нині "Балтійська асоціація до ООН") було сформоване в 1966 році.
26 березня 1949 р. Державний департамент США видав циркуляр, в якому зазначається, що країни Балтії все ще є незалежними державами зі своїми дипломатичними представниками. 
У 1969 р. Радник Латвії в США Анатоль Дінбергс підписав від імені латвійської нації серед лідерів 73 країн світу Повідомлення доброї волі "Аполлон-11". 
Тим не менше, Латвії не було дозволено створити уряд в еміграції в жодній західній країні або підписати Декларацію ООН (1942 р.), Як того бажали латвійські дипломати. Міністерство закордонних справ СРСР виступило з офіційними протестами проти прибалтійських дипломатичних місій, які залишаються відкритими у Вашингтоні та інших регіонах.  У Канаді в офіційний список дипломатів входили офіси країн Балтії: Естонії, Латвії та Литви, що на початку 1960-х рр. Спричинило відмову радянського посольства в Канаді отримувати списки, що їх розповсюджував канадський департамент закордонних справ.  Зрештою Велика Британія виключила балтійських дипломатів із дипломатичного списку, але як компроміс балтійські дипломати продовжували прийматися дипломатичним характером урядами Його Величності. 
Латвійська дипломатична служба в еміграції активно співпрацювала з організаціями латвійської діаспори спільними зусиллями, щоб утримати західні країни від офіційного визнання анексії Латвії СРСР.  Існування дипломатичної служби у вигнанні стало черговою демонстрацією незаконності анексії.

## Перехід мандату після відновлення незалежності
Вислана дипломатична служба Латвії зіграла важливу роль під час відновлення незалежності Латвії у 1988 - 1990 роках та у забезпеченні правової наступності між новою незалежною Латвійською державою та міжвоєнною Латвійською Республікою. 
Парламент Латвії офіційно відновив повну незалежність країни 21 серпня 1991 року після невдалої спроби радянського перевороту. Після цього розпочалося широке міжнародне визнання відновленої незалежності, а делегації та консульства дипломатичної служби засланого були передані Міністерству закордонних справ Латвії. Анатоль Дінбергс, останній керівник дипломатичної служби в еміграції, був підвищений до рангу посла і постійного представника при ООН (вересень - грудень 1991 р.), А також посла в США (1991–1992 рр.).

## Керівники латвійської дипломатичної служби в еміграції
- Карліс Заріньш (Шарль Зарін) (1940–1963)
- Арнольдс Спекке (1963–1970)
- Анатолі Дінберги (1971–1991).